# Чанчжэн-3
«Чанчжэн-3» или CZ-3 (кит. трад. 長征三號, упр. 长征三号, пиньинь Chángzhēng san hào, палл. Чанчжэн сан хао , буквально Великий поход 3), или LM-3 (Long March)  — китайская трёхступенчатая ракета-носитель среднего класса, семейства «Чанчжэн».

## Модификации
- Чанчжэн-3A
- Чанчжэн-3B
- Чанчжэн-3C